# Tourneville
Tourneville – miejscowość i gmina we Francji, w regionie Normandia, w departamencie Eure.
Według danych na rok 1990 gminę zamieszkiwało 228 osób, a gęstość zaludnienia wynosiła 31 osób/km² (wśród 1421 gmin Górnej Normandii Tourneville plasuje się na 676. miejscu pod względem liczby ludności, natomiast pod względem powierzchni na miejscu 511.).